# Софі Лорен
Софія Віллані Шіколоне (італ. Sofia Villani Scicolone [soˈfiːa vilˈlaːni ʃʃikoˈloːne]; 20 вересня 1934, Рим), пізніше Софі Лоре́н (італ. Sophia Loren [soˈfiːa ˈlɔːren] — італійська акторка, модель, співачка, автобіографка. Найвідомішу роль у кар'єрі зіграла у стрічці режисера Вітторіо де Сіка «Чочара» (1960). За неї була визнана найкращою акторкою на Каннському кінофестивалі, отримала «Оскар» та безліч інших міжнародних кінонагород.

## Біографія
Софія Віллані Шіколоне народилася 20 вересня 1934 року в Римі позашлюбною дитиною акторки. 
Жила в злиднях у бідній частині Неаполя. Згадує ті роки: «Коли під час зйомок у фільмі в одній зі сцен потрібно було засмутитися, то мені достатньо було згадати про дитинство. Багато років ми їли лише юшку та 100 грамів хліба на день. У мене ніколи не було плаща і могла вважати за щастя, коли якоїсь зими діставала черевики. У 9 років сирени, що попереджали про авіабомбардування, викликали у мене страшенний головний біль. Тоді ми часто ходили ночувати у залізничний тунель, щоб врятуватися від бомбардувань. Голодували. Навіть у перші роки своєї кар'єри в кіно я звикла засинати зі шматочком хліба в руках, бо хотіла мати впевненість, що коли прокинуся, то матиму той хліб при собі».
Мати, попри важке дитинство, зуміла розбудити та розвинути в ній рішучість і великі амбіції. Вона хотіла, щоб Софія досягла того, що не вдалося їй. Вперше Софія стартувала у конкурсі краси в 14 років і здобула титул «Принцеси морів». Після цього мати забрала її до Рима. Саме там вони обидві знялися 1951 року статистками у фільмі «Quo Vadis».
Коли Софії було 15 років, 40-річний продюсер Карло Понті став її менеджером. В італійській пресі з'явилися обурені коментарі «спокусник неповнолітніх». Понті розлучився з дружиною у Мексиці, бо італійські закони тоді не дозволяли розлучень. Вони побралися 1957 року, коли їй було 23, але в Італії Понті звинуватили у двоєженстві. 1962 року шлюб між Понті та Лорен таки анульовано в Італії. Ще через чотири роки обоє здали італійські паспорти, прийняли громадянство Франції й нарешті одружилися легально. Пізніше була закохана у Кері Гранта, але вибрала родину.
Переживші кілька викиднів, Лорен отримала запевнення лікарів, що вона не зможе доносити вагітність. Народивши в 35 років, пролежала в ліжку 6 місяців. Дуже важко проходила і друга вагітність. У сім'ї Софії Лорен та Карла Понті двоє синів: Карло Понті молодший, диригент, та Едоардо, кінорежисер. 
Подружжя Понті залишили Італію ще 1980 року. Софія Лорен живе зараз між США, де ростуть її сини і де має ранчо «1000 дубів» під Лос-Анджелесом, та Женевою, де має будинок, наповнений антикваріатом, перськими килимами і порцеляною.

## Кар'єра
Софія Лорен брала участь у різноманітних конкурсах краси. На конкурсі «Міс Італія» здобула титул «Міс елегантності». На одному з конкурсів членом журі був кінопродюсер Карло Понті. 14-річна Софія підписала з Понті контракт, він змінив її прізвище на Лорен і зайнявся її кар'єрою.
1954 року Софі Лорен вже була зіркою, боролася за пальму лідерства з самою Джиною Лоллобриджидою. Таке суперництво не сприяло дружбі між двома зірками італійського кіно.
Ще в 1950-х  Софія Лорен почала з'являтися в американських фільмах, що знімалися в Європі. Понті вирішив, що настав час завоювати Америку. 1958 року акторка поїхала до Голлівуду. Її появі передувала велетенська рекламна кампанія — Лорен мала стати за океаном новою богинею сексу. Але американці не оцінили її і швидко звульгаризували. За роль у «Чорній орхідеї» вона, проте, отримала акторську нагороду на кінофестивалі у Венеції.
1962 року повернулася до Італії і виконала свої найкращі ролі. У фільмі «Мати і донька» режисера Вітторіо де Сіка створила трагічний портрет матері в розшарпаній війною Італії. Ця роль принесла їй нагороду Каннського кінофестивалю та американський «Оскар». Потім грала в італійських, англійських, американських стрічках. В італійських фільмах вона творила великі ролі, а в американському кіно більш комерційні. Серед улюблених режисерів, з якими вона співпрацювала, відзначає де Сіку, Джорджа К'юкора, Чарлі Чапліна, Етторе Сколу, Ліну Вертмюллер, Алессандро Блазетті. 

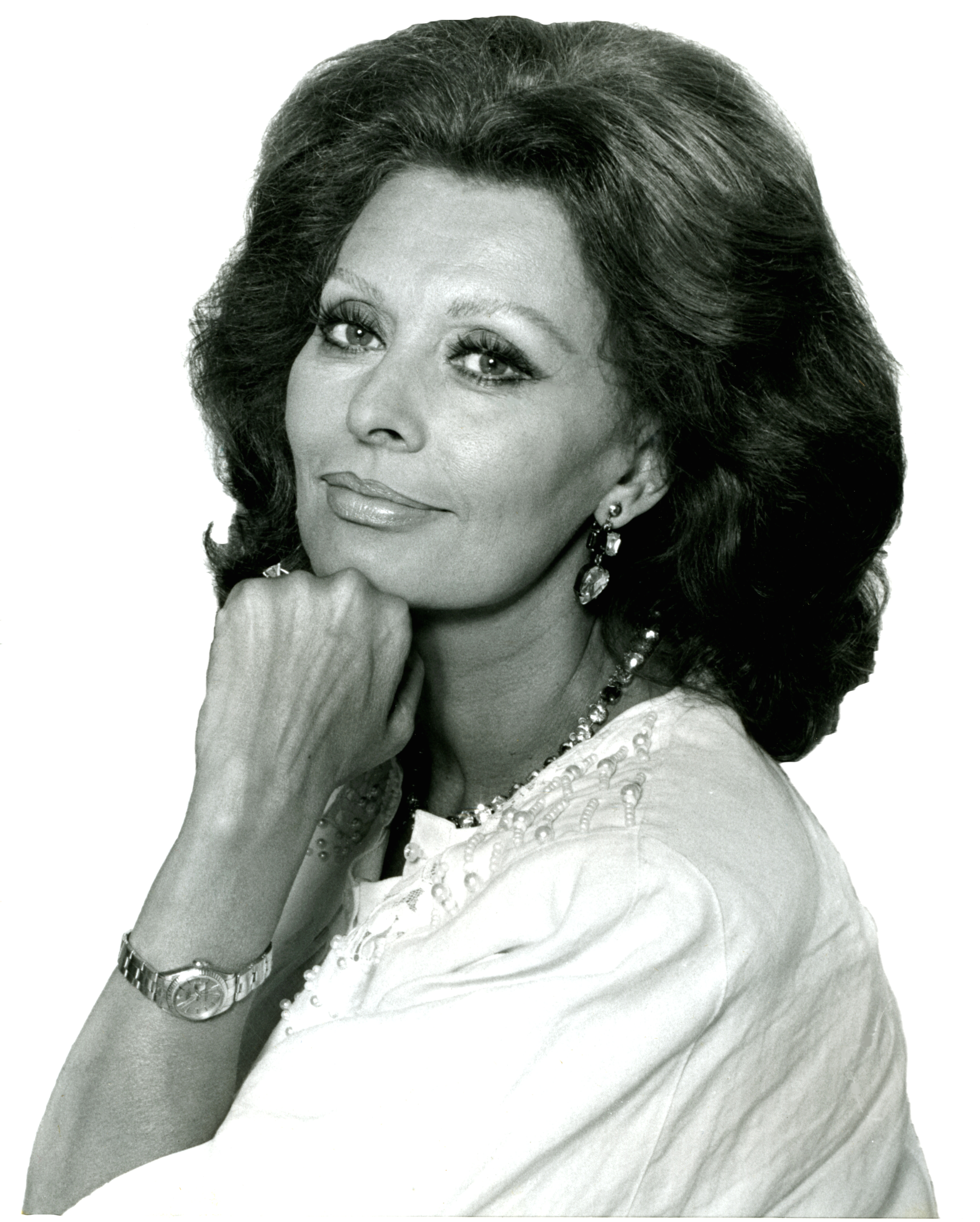
Софі Лорен у 1986 році

Зірка світового кіно дуже неохоче дає інтерв'ю. Найбільше вона розмовляла з журналістами на початку 1990-х, коли отримала другого «Оскара» за життєвий внесок у кіно. Виходить з тіні лише щоб рекламувати нові фільми.
Улітку 2014 після появи Софії Лорен на показі мод Джорджо Армані у Парижі преса відреагувала «80? Не віримо!». Акторка відвідала захід у сукні з дорогоцінним камінням.
У 2016 році Софія Лорен стала обличчям нового аромату Dolce & Gabbana під назвою Dolce Rosa Excelsa.

## Благодійність
Софія Лорен допомагає бідним дітям з бідного рибальського італійського селища. 1992 року, як амбасадорка доброї волі «ЮНІСЕФ», поїхала до Сомалі, щоб привернути увагу світової громадськості до сомалійських сиріт, до таборів біженців. Журналістам вона докоряла за те, що вони фотографують її, а не дітей.
Софія Лорен не боїться старості: «Ніколи, навіть коли була молодою, не вважала, що врода є єдиною річчю, яку я маю. Тому не боюся зморшок, мене не турбує старіння. Скоріше мене турбує світ, його майбутнє, хвороби, СНІД, занадто багато свободи, страх за дітей…».

## Фільмографія

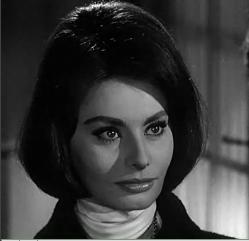
Софія Лорен у трейлері
«Five Miles to Midnight» (1962)

| Рік  |   | Українська назва                               | Оригінальна назва                                                                      | Роль                         |
| ---- | - | ---------------------------------------------- | -------------------------------------------------------------------------------------- | ---------------------------- |
| 1950 | ф | Серця над морем                                | Cuori sul mare                                                                         |                              |
| 1950 | ф | Голос                                          | Il voto                                                                                |                              |
| 1950 | ф |                                                | Le sei mogli di Barbarlu                                                               |                              |
| 1951 | ф | Я — начальник                                  | Io sono il Capataz                                                                     |                              |
| 1951 | ф |                                                | Milano Miliardaria                                                                     |                              |
| 1951 | ф | Камо грядеши                                   | Quo vadis                                                                              | Рабиня Лігії                 |
| 1951 | ф |                                                | Il mago per forza                                                                      |                              |
| 1951 | ф | Це був він, так! Так!                          | Era lui, si! Si!                                                                       | Одаліска                     |
| 1951 | ф | Анна                                           | Anna                                                                                   |                              |
| 1952 | ф | Знак Зорро                                     | II sogno di Zorro                                                                      | Кончіта                      |
| 1952 | ф | Торгівля білими дівчатами                      | La tratta delle bianche                                                                | Ельвіра                      |
| 1952 | ф | Фаворитка                                      | La favorita                                                                            | Леонора                      |
| 1952 | ф |                                                | E' arrivato l'Accordatore                                                              |                              |
| 1953 | ф | Жінка з Червоного моря                         | Africa sotto i mari                                                                    | Барбара Лама                 |
| 1953 | ф | Аїда                                           | Aida                                                                                   | Аїда                         |
| 1953 | ф | Збираємося в галереї                           | Сі troviamo in galleria                                                                | Маріса                       |
| 1953 | ф | Нові часи                                      | Tempi nostri                                                                           |                              |
| 1954 | ф | Один день у суді                               | Un giorno in pretura                                                                   | Анна                         |
| 1954 | ф | Дві ночі з Клеопатрою                          | Due notti con Cleopatra                                                                | Клеопатра                    |
| 1953 | ф | Неділя з добрими людьми                        | La domenica della buona gente                                                          | Інес                         |
| 1954 | ф | Нікчемність і шляхетність                      | Miseria e nobilita                                                                     | Гемма                        |
| 1954 | ф | Неаполітанська карусель                        | Carosello napoletano                                                                   | Сісіна                       |
| 1954 | ф | Золото Неаполя                                 | L'oro di Napoli                                                                        | Софія                        |
| 1954 | ф | Жінка з ріки                                   | La donna del fiume                                                                     | Нівес Монголіні              |
| 1954 | ф | Аттіла, бич Божий                              | Attilla, fragello di Dio                                                               | Гонорія                      |
| 1955 | ф | Шкода, що ти каналья                           | Peccato che sia una canaglia                                                           | Ліна Строппіані              |
| 1955 | ф | Знак Венери                                    | II segno di Venere                                                                     | Агнес Тірабассі              |
| 1955 | ф | Прекрасна мельничиха                           | La bella mugnaia                                                                       | Кармела                      |
| 1955 | ф | Хліб, любов і...                               | Pane, amore e…                                                                         | Софія Кокоцца                |
| 1956 | ф | Щастя бути жінкою                              | La fortuna di essere donna                                                             | Антонієтта Фалларі           |
| 1957 | ф | Хлопчик на дельфіні                            | Boy on a Dolphin                                                                       | Фаедра                       |
| 1957 | ф | Гордість і пристрасть                          | The Pride and the Passion                                                              | Хуана                        |
| 1957 | ф | Легенда втраченого                             | Legend of the Lost                                                                     | Діта                         |
| 1958 | ф | Кохання під в'язами                            | Desire under the Elms                                                                  | Анна Кебот                   |
| 1958 | ф | Ключ                                           | The Key                                                                                | Стелла                       |
| 1958 | ф | Чорна орхідея                                  | The Black Orchid                                                                       | Роуз Біанко                  |
| 1958 | ф | Дім на човні                                   | Houseboat                                                                              | Чинція Дзаккарді             |
| 1959 | ф | Цей різновид жінки                             | That Kind of Woman                                                                     | Кей/Катерина                 |
| 1959 | ф | Це розпочалося в Неаполі                       | It Started in Naples                                                                   | Лючія Курчіо                 |
| 1960 | ф | Чортиця в рожевому трико                       | Heller in Pink Tights                                                                  | Анджела Россіні              |
| 1960 | ф | Олімпія                                        | Olympia                                                                                |                              |
| 1960 | ф | Мільйонерка                                    | The Millionairess                                                                      | Епіфанія Парерга             |
| 1960 | ф | Дихання скандалу                               | A Breath of Scandal                                                                    | Принцеса Олімпія             |
| 1960 | ф | Чочара                                         | La ciociara                                                                            | Чезира                       |
| 1961 | ф | Ель Сід                                        | El Cid                                                                                 | Хімена                       |
| 1961 | ф | Мадам у сум'ятті                               | Madam sans Gene                                                                        | Катрін Юшбер                 |
| 1961 | ф | Боккаччо-70                                    | Boccaccio 70                                                                           | Зоя                          |
| 1962 | ф | Ув'язнені Альтони                              | І sequestrati di Altona                                                                | Джоанна                      |
| 1962 | ф | Третій вимір                                   | La troisieme dimension                                                                 |                              |
| 1963 | ф | Вчора, сьогодні, завтра                        | Ieri, oggi, domani                                                                     | Аделіна, Анна Мольтені, Мара |
| 1964 | ф | Падіння Римської імперії                       | The Fall of the Roman Empire                                                           | Луцилла                      |
| 1964 | ф | Шлюб по-італійськи                             | Matrimonio all'italiana                                                                | Філумена Мартурано           |
| 1965 | ф | Операція „Арбалет“                             | Operation Crossbow                                                                     | Нора                         |
| 1966 | ф | Юдіф                                           | Judith                                                                                 | Юдіф                         |
| 1966 | ф | Арабеска                                       | Arabesque                                                                              | Ясмін Азіз                   |
| 1966 | ф | Леді Л                                         | Lady L                                                                                 |                              |
| 1967 | ф | Одного разу...                                 | C'era una volta                                                                        |                              |
| 1967 | ф | Графиня з Гонконгу                             | A Countess from Hong Kong                                                              | Наташа Александрова          |
| 1967 | ф | Ці примари                                     | Questi fantasmi                                                                        |                              |
| 1970 | ф | Соняшники                                      | І girasoli                                                                             | Джованна                     |
| 1970 | ф | Дружина священника                             | La moglie del prete                                                                    | Валерія Біллі                |
| 1971 | ф | Пані Свобода                                   | La mortadella                                                                          | Маддалена Ціарапіццо         |
| 1972 | ф | Біле, червоне і…                               | Bianco, rosso e…                                                                       | сестра Джермана              |
| 1972 | ф | Людина з Ламанчі                               | The Man of La Mancha                                                                   | Альдонса/Дульсінея           |
| 1974 | ф | Вердикт                                        | Verdict                                                                                | Тереза Леоні                 |
| 1974 | ф | Подорож                                        | Il Viaggio                                                                             | Адріана де Мауро             |
| 1974 | ф | Лялечка гангстера                              | La puppa del gangster                                                                  | Пупа (Лялечка)               |
| 1975 | ф | Близька зустріч                                | Brief Encounter                                                                        | Анна Джессон                 |
| 1977 | ф | Перевал Кассандри                              | Cassandra Crossing                                                                     | Дженніфер Рісполі Чемберлен  |
| 1977 | ф | Особливий день                                 | Una giornata particolare                                                               | Антонієтта                   |
| 1977 | ф | Анджела                                        | Angela                                                                                 | Анджела Кінкейд              |
| 1978 | ф | Мідна ціль                                     | Brass Target                                                                           |                              |
| 1978 | ф | Шіммі Лугано                                   | Shimmy Lugano e tarantelle e vino                                                      |                              |
| 1979 | ф | Помста                                         | Fatto di sangue fra due uomini per causa di una vedova. Si sospettano mottivi politici |                              |
| 1979 | ф | Сила вогню                                     | Firepower                                                                              |                              |
| 1984 | ф | Аврора                                         | Aurora                                                                                 | Аврора                       |
| 1990 | ф | Субота, неділя та понеділок                    | Sabato, domenica e lunedi                                                              | Роза Пріорі                  |
| 1996 | ф | Ще сварливіші старики                          | Grumpier Old Men                                                                       | Марія Рагетті                |
| 2009 | ф | Дев'ять                                        | Nine                                                                                   | Мати Гвідо                   |
| 2013 | ф | Людський голос                                 | La Voce Umana                                                                          | фільм однієї акторки         |
| 2016 | ф | Софі Лорен: наживо у ТСМ Turner Classic Movies | Sophia Loren: Live from the TCM Classic Film Festival                                  | у ролі самої себе            |
| 2020 | ф | Життя попереду                                 | La vita davanti a sé                                                                   | пані Роза                    |